# 兵庫県道215号甘地停車場線
兵庫県道215号甘地停車場線（ひょうごけんどう215ごう あまじていしゃじょうせん）は、兵庫県神崎郡市川町を通る一般県道である。

## 概要
神崎郡市川町甘地から神崎郡市川町西川辺に至る。甘地から終点までは旧国道312号だった。

### 路線データ
- 起点：神崎郡市川町甘地（JR西日本播但線 甘地駅前）
- 終点：神崎郡市川町西川辺（市川町役場前交差点、国道312号交点）
- 総延長：620 m

## 路線状況

### 道路施設

#### 橋梁
- 市川新橋（市川、神崎郡市川町）

## 地理

### 通過する自治体
- 神崎郡市川町

### 交差する道路
| 交差する道路                                      | 交差する場所 | 交差する場所              |
| ------------------------------------------------- | ------------ | ------------------------- |
| 兵庫県道405号甘地福崎線 兵庫県道407号前之庄市川線 | 甘地         |                           |
| 兵庫県道404号長谷市川線                           | 甘地         |                           |
| 国道312号                                         | 西川辺       | 市川町役場前交差点 / 終点 |

### 沿線
- JR西日本播但線 甘地駅
- 市川町立市川中学校
- 福崎警察署 市川交番
- 市川町役場